# Almásy Dénes

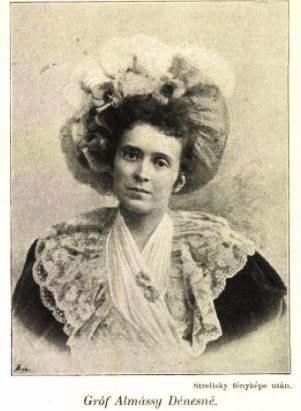
Almásy Dénesné, sz. Károlyi Gabriella

Gróf zsadányi és törökszentmiklósi Almásy Dénes (Kétegyháza, 1863. március 23. – Kétegyháza, 1940. augusztus 12.) földbirtokos, politikus. A sarkadi hitbizomány, a tenyői és iratosi birtokok ura. A neve előfordul Almássy alakban is.

## Származása
Édesapja, Almásy Kálmán (1815. szeptember 2. - 1898. november 28.) császári és király valóságos belső titkos tanácsos, lovasszázados, a magyar főrendiház tagja, Sarkad, Kétegyház, Vári hitbizományi uradalmak birtokosa, édesanyja gr. Wenckheim Mária Stefánia (szül. 1837. március 27.) császári és királyi palotahölgy volt, akik az esküvőjüket Gyulán tartották, 1855. július 23-án. Házasságukból a következő gyermekek születtek:
- Erzsébet (*1857. december 20.) császári és királyi palotahölgy; férje gr. Cziráky János (* 1854. január 16.), császári és királyi kamarás. Esküvő 1878. október 12-én, Budapesten.
- Mária (*1861. január 1.); férje micsinyei Benicky Géza. Esküvő 1882. június 10-én, Kétegyházán.
- Dénes (*1863. március 21.)
- György (*1864. október 15.)
- Imre (*1868. február 1.)
- Emília (*1869. október 1.)

Almásy Dénes örökös főrendiházi tag, császári és királyi kamarás, valóságos belső titkos tanácsos volt. Feldolgozta családja történetét. Gyulavárin volt birtoka.

## Családja
1888. május 28-án feleségül vette a főnemesi származású gróf nagykárolyi Károlyi családból való gróf nagykárolyi Károlyi Ellát (Gabriella) (Budapest, 1869. március 15. –Budapest, 1945. március 24.), akinek a szülei gróf Károlyi Tibor (1843–1904), és gróf von Degenfeld-Schonburg Emma (1844–1901) voltak. Almásy Dénes gróf és Károlyi Ella grófnő házasságából a következő gyermekek születtek:
- Emma (Békésgyula, 1889. május 12. – Woodstock, 1976. december 24.), aki 1909-ben Keglevich Miklós, majd 1928-ban Erőss Pál neje lett.
- Dionysa (Békésgyula, 1890. május 26. – Budapest, 1950. október 4.)
- Gabriella (Békésgyula, 1892. március 22. – Kajdacs, 1958. február 27.), aki 1913-ban Johann Woracziczky von Pabienitz felesége lett
- Mária (Békésgyula, 1894. január 6. – Somogytard, 1946. február 3.), aki 1914-ben Inkey Zsigmond neje lett.
- Alajos (Békésgyula, 1895. október 17. – Budapest, 1945. november 20.)
- Kálmán (Kétegyháza, 1902. január 19.)
- Jeanna (Kékkő, 1905. július 26. – Budapest, 1973. február 24.), aki 1925-ben Pongrácz Jenőhöz ment nőül
- Erzsébet (Budapest, 1907. április 13. - Budapest, 1924. május 15.)

Feleségével beköltözött a lakatlan gyulai kastélyba, majd azt 1933-ban lányára, Jeanne-ra hagyta.

## Művei
A Zsadányi és törökszentmiklósi Almásy grófok, Kétegyháza 1903